# Le Grand Troupeau
Die große Herde (frz. Le Grand Troupeau) ist ein französischer Roman von Jean Giono aus dem Jahr 1931. In diesem "Antikriegsbuch" verarbeitet Giono seine Erfahrungen aus dem  Ersten Weltkrieg. Zwischen opulenten Beschreibungen einer stetig größer werdenden Herde, die sich hinter dem Schäfer wie ein aus dem Bett getretener Fluss in die Täler ergießt, treten in immer kürzer werdenden Abständen apokalyptische Szenen aus dem Krieg – am Ende bleiben nur die verlassenen Höhenzüge.

## Übersetzung
Jean Giono: Die große Herde. Roman. Deutsch von Ferdinand Hardekopf. S. Fischer, Berlin 1932.